# Подгоричани Іван Михайлович
Іван Михайлович Подгоричани — шляхтич сербського походження, генерал-поручник російської імператорської армії.

## Життєпис
Іван Подгоричани походив зі шляхетського сербського роду Далмацької провінції Центи. Перейшовши на службу до російської імперії 1759 року став полковником. Подгоричани брав участь у Семирічній війні в лавах Молдавського гусарського полку, що входив до складу підрозділу легкої кінноти графа Тотлебена. Наступного року загони Підгоричани напали на Кошалінський гарнізон під час облоги та штурму фортеці (18 травня). У вересні 1780 року Подгоричани відзначився при нападі на Берлін.
9 червня 1761 року І. Подгоричани та низка інших офіцерів заарештували вночі в ліжку в Беренштейні начальника загону графа Готтлоба Курта Генріха Тотлебена та з конвоєм відправили до генерал-фельдмаршала. Тотлебен заявив, що полковник Подгоричани та двоє інших штаб-офіцерів здійснив «нечуваний, тиранський вчинок», запевняючи, що єдина причина його арешту та, що він не дозволяв цим штаб-офіцерам грабувати.
За результатами Семирічної війни, 2 вересня 1762 І. Пидгоричани був зроблений бригадиром, з призначенням полковником у тому ж Молдавському гусарському полку.
3 березня 1765 року російська імперська влада перетворила Охтирський слобідський козачий полк на гусарський, і першим його командиром був призначений бригадир граф І. М. Подгоричани. Також йому надали в Білгородській губернії два села у «вічне та спадкове володіння».
16 травня 1766 року отримав чин генерал-майора.
У лютому 1767 року Охтирський полк під командуванням І. М. Підгоричани виступив в українські землі Речі Посполитої у складі корпусу генерала Кречетникова. 1768 року І. Подгоричани взяв участь у боротьбі з Барськими конфедератами. Нападав на міста Старо-Костянтинів та Хмільник.
У квітні 1768 року отримав орден Святого Станіслава.
1769 року І. М. Подгоричани представив патент від Венеціанської республіки, який доводить, що його предки були графи, тому указом Сенату Російської імперії його визнано у графській гідності (6 липня 1769 року).

У квітні цього ж року він подав російській імператриці проєкт воєнних дій у Чорногорії проти Османської імперії.
Брав участь у російсько-турецькій війні, зокрема у битві при Фокшанах 3 січня 1770 року, битві при Браїлові 18 січня 1770, битвах при Ларзі і Кагулі.
30 листопада 1770 року граф І. Подгоричани з міста Ясс подав прохання про звільнення його від служби. 29 грудня 1770 року його звільнено у відставку, з наданням звання генерал-поручника.
Мав села у Слобідсько-Українській та Єлисаветградській губернії.
Граф Іван Михайлович Подгоричани помер у 1779 році.
Був одружений зі шляхтянкою Варварою Шидловською, від якої мав дітей: Федора (вчився у Гебера; був полковником Сумського гусарського полку і, перебуваючи в цьому чині, 31 жовтня 1812 року, військовим судом, розжалуваний у рядові, а через два тижні, 13 листопада, його було вбито у битві рядовим) і Михайла, померлого 1810 року.